# 千代田区立神田一橋中学校
千代田区立神田一橋中学校（ちよだくりつかんだひとつばしちゅうがっこう）は、東京都千代田区一ツ橋に位置する区立中学校。

## 沿革
- 1947年（昭和22年）4月1日 - 一橋中学校、今川中学校が開校。
- 1948年（昭和23年）2月21日 - 練成中学校が開校。
- 2005年（平成17年）
  - 4月1日 - 今川中学校と練成中学校の2校が一橋中学校に吸収合併。同時に一橋中学校が神田一橋中学校に校名変更を行う。校長に村上みな子就任。
  - 10月17日 - 2階マルチメディア室完成。
  - 11月17日 - 屋上芝生庭園開園式。
- 2006年（平成18年）8月 - 体育館、プールのアスベスト除去工事。
- 2008年（平成20年）4月1日 - 特別支援学級（固定）開設。
- 2009年（平成21年）3月27日 - 体育館屋根塗装終了、1階北トイレ改修工事。
- 2010年（平成22年）4月1日 - 特別支援学級（通級）開設。
- 2013年（平成25年）7月20日 - 校舎改修開始。
- 2014年（平成26年）9月1日 - 校舎改修終了し、新校舎での授業開始。
- 2023年（令和5年）1月 - 全教科 情報教育推進校となる[1]。

## 概要
千代田区神田地域に所在する唯一の公立中学校である。2005年に一橋中学校、今川中学校、練成中学校の伝統を継続という形で統合、旧一橋中学校から村上みな子が初代校長に着任し開校した。第一回卒業生の卒業番号は一橋、今川、練成の卒業番号を足してからのスタートであった。校歌は旧一橋の物を採用、校章は旧一橋の物に神田の二文字を付け足した物になった。採用決定時には校歌・校章共に今川・練成からの反対の声もあった。
越境通学する生徒の割合が高い。情報教育日本一を目指しており、パソコンを利用した授業の研究が行われている。習熟度別授業、少人数授業、チームティーチングなど多様な形態で授業が実施されており、ネットワークを使った配信学習システムも導入されている。最寄駅は、都営新宿線・三田線・東京メトロ半蔵門線の神保町駅で、徒歩3分の距離。
全校生徒数は252名・各学年3学級（2016年4月）

## 教育目標
- 向学心に燃え、意欲的に学び続ける人
- 他を思いやり、礼儀正しい人
- 広い視野を持ち、進んで社会に貢献する人

## 通信教育
この学校は、日本に2校しかない「通信教育課程を併設している」中学校である（もう一校は大阪市立天王寺中学校）。詳細は中学校#中学校の通信教育を参照。

## 著名な出身者
- 内田茂 - 一橋中、1954年卒、自民党東京都連元幹事長、都議会議員
- 本間俊太郎 - 一橋中、1955年卒、宮城県知事
- 浅丘ルリ子 - 今川中、1955年卒、女優
- 高山俊吉 - 今川中、1956年卒、弁護士
- 星由里子（故人）- 今川中、1959年卒、女優
- 加賀まりこ - 一橋中、1959年卒、女優
- 柳家小袁治 - 練成中、1964年卒、落語家
- 横木安良夫 - 練成中、1964年卒、写真家、作家
- 川端槇二 - 練成中、1964年卒、俳優、演出家
- 吉沢昭 - 練成中、1964年卒、フィギュアスケート選手
- 鈴木一泉 - 練成中、1966年卒、特命全権大使
- 三宅裕司 - 一橋中、1967年卒、俳優、コメディアン
- 杉山隆男 - 一橋中、1968年卒、作家
- 星野道夫（故人） - 今川中、1968年卒、写真家、探検家、詩人
- 皆川圭一郎（故人） - 錬成中、1968年卒、千葉県鎌ケ谷市長
- 古舘伊知郎 - 今川中、1970年卒、ニュースキャスター、フリーアナウンサー
- 小林たかや - 練成中、1971年卒、千代田区議会議員
- 大崎徹哉 - 今川中、1976年卒、プロデューサー
- 関口睦介 - 今川中、1978年卒、元日本中央競馬会（JRA）騎手
- 富永美樹 - 一橋中、1986年卒、フリーアナウンサー
- 大沢千秋 - 今川中、1997年卒、声優
- 桑村真明 - 一橋中、2002年卒、地方競馬騎手
- 進藤一宏 - 一橋中、2004年卒、俳優、声優
- ☆イニ☆ - 神田一橋中、2011年卒、YouTuber、歌手
- 森田真理華 - 神田一橋中、2011年卒、フリーアナウンサー
- オナブタ - 神田一橋中、2012年卒、YouTuber
- 長島弘宜 - 神田一橋中、2012年卒、元子役

## 主な学校行事
- 入学式
- オリエンテーション合宿
- 体育祭
- 校外学習（鎌倉）
- 修学旅行（奈良・京都）
- スキー教室
- 卒業式

## 進学実績

### 2008年度卒業生
- 国立高校：筑波大学附属1名
- 都立高校：日比谷2名、戸山1名、新宿1名、三田3名・小山台1名、国際1名他
- 都立高専：産業技術1名
- 私立高校：開成1名、城北2名、本郷2名、豊島岡女子1名、國學院11名、慶應女子1名、青山学院1名、中大高3名他